# Patrick Deville
Patrick Deville (Saint-Brevin-les-Pins, 14 dicembre 1957) è uno scrittore francese.

## Biografia
Nato a Saint-Brevin-les-Pins, nei Paesi della Loira, il 14 dicembre 1957, dopo gli studi all'Università di Nantes ha cominciato a viaggiare per l'Africa e l'America Latina soggiornandovi per lungo tempo.
Dopo il suo esordio letterario nel 1987 con Cordon-bleu ha pubblicato numerosi romanzi tra i quali la trilogia composta da Pura vida, Equatoria e Kampuchéa. 
Nel 2012 Peste & Colera ha ottenuto il Prix Femina e il Premio Fnac ed è arrivato in finale al Premio Goncourt.
Direttore della Maison des Écrivains Étrangers et des Traducteurs (MEET), nel 2021 è stato insignito del Gran premio di letteratura dell'Accademia francese per l'insieme della sua opera.

## Opere
- Cordon-bleu (1987)
- Il cannocchiale (Longue Vue, 1988), Torino, Einaudi, 1990 traduzione di Elena De Angeli ISBN 88-06-11814-5.
- Le Feu d'artifice (1992)
- La Femme parfaite (1995)
- Ces deux-là (2000)
- Pura vida (2004)
- La Tentation des armes à feu (2006)
- Equatoria (2009), Giulianova, Galaad, 2012 traduzione di Roberto Ferrucci ISBN 978-88-95227-78-8.
- Kampuchéa (2011), Milano, Nottetempo, 2022 traduzione di Filippo D'Angelo ISBN 978-88-7452-981-0.
- Vie et Mort de sainte Tina l'exilée (2011)
- Peste & Colera (Peste et Choléra, 2012), Roma, Edizioni E/O, 2013 traduzione di Roberto Ferrucci ISBN 978-88-6632-567-3.
- Viva (2014)
- Taba-Taba (2017)
- L'étrange fraternité des lecteurs solitaires (2019)
- Amazonia (2019)
- Fenua (2021)